# Spomenik Salavatu Julajevu
Spomenik Salavatu Julajevu (baškirsko Салауат Юлаев һәйкәле, latinizirano: Salawat Yulayev häykäle, rusko Памятник Салавату Юлаеву, latinizirano: Pamjatnik Salavatu Julajevu) je spomenik baškirskemu narodnemu heroju Salavatu Julajevu. Stoji v Ufi, glavnem mestu Republike Baškortostan na vzhodu evropskega dela Rusije. Spomenik je predstavljen v grbu Baškortostana. Zgrajen je bila leta 1967.
Spomenik je skulptura Salavata Julajeva na konju. Salavat v desni roki drži bič, na levi strani pa je nameščena sablja. Spomenik je izdelan iz bronaste litine. Podstavek je iz armiranega betona, obložen z granitnimi ploščami. Okolica spomenika je obložena z barvnimi ploščami in urejena. Spomenik je ograjen z odprtimi kovinskimi palicami. Spomenik je edinstven v tem, da ima pri teži 40 ton le tri oporne točke. Višina spomenika doseže 9,8 metra, s podstavkom 14 m.
Spomenik je priljubljena izletniška točka. S skale, na kateri stoji, se odpira pogled na reko Belaja in okoliško naravo. Spomenik je vključen v sedem čudes Baškortostana.

## Zgodovina
Soslanbek Tavasiev je prvič slišal za Salavata Julajeva julija 1941, ko je bil iz Moskve evakuiran v Baškortostan, ker je 22. junija 1941 Nemčija začela vojno proti Sovjetski zvezi. Družina Soslanbeka Tavasieva je bila evakuirana v baškirsko vas Sterlibaševo. Na lokalni tržnici je Tavasiev slišal čustven govor lokalnega prebivalca, da država potrebuje junake, kot je Salavat.
Avtor se je odločil upodobiti junaka v trenutku, ko Salavat vodi vojsko, da bi pomagal Pugačovu v Orenburg (1774). Na gori konjenik odločno ustavi svojega konja in povabi ljudi v boj. Ta trenutek je bil osnova zapleta kompozicije. Tavasiev je razmišljal o prihodnjem razvoju Ufe in je želel, da bi kip dolgo stal tukaj in bil viden z vseh strani. Zato je izbral enega najvišjih krajev v mestu, na koncu Čišminske ulice na hribu, preden se spusti do reke Agidel (Belaja).
Postavitev arhitekturne kompozicije na tem mestu je bila povezana s finančnimi težavami, porušiti bi bilo treba na desetine zasebnih hiš in preseliti najemnike. In kipar se ni strinjal s postavitvijo spomenika na drugem mestu. Tavasiev je na spomeniku Salavatu Julajevu delal 20 let.

Spomenik, ki ga je ustvaril nacionalni kipar, monumentalist in umetnik Severne Osetije in Baškortostana Soslanbek Tavasiev, je bil odkrit 17. novembra 1967 na visokem bregu reke Belaja v Ufi. Spomenik Salavatu je postal zaščitni znak Ufe in nacionalni zaklad. Podoba spomenika je na grbu Baškortostana.
Celoten model spomenika iz mavca je bil dokončan do leta 1963, o njem so razpravljali strokovnjaki v Moskvi in ga je uradno sprejel svet Ministrstva za kulturo ZSSR. Nato jo je Tavasiev pripeljal v Ufo, kjer so jo namestili v preddverju Baškirskega državnega opernega in baletnega gledališča.
Kipar je dokončal spomenik ob upoštevanju pripomb prebivalcev Ufe. Skulptura je bila ulita mesec in pol v Leningrajski tovarni Spomeniška skulptura. Da bi skulpturo okrepili, so vanjo vgradili jekleno ogrodje, vdelano v armiranobetonski podstavek in speljano skozi njegove naslonjene noge, votlo telo konja in figuro jezdeca.
Leta 1970 je za spomenik Salavatu Julajevu Soslanbek Dafajevič Tavasijev prejel državno nagrado ZSSR.